# 砂津バスセンター

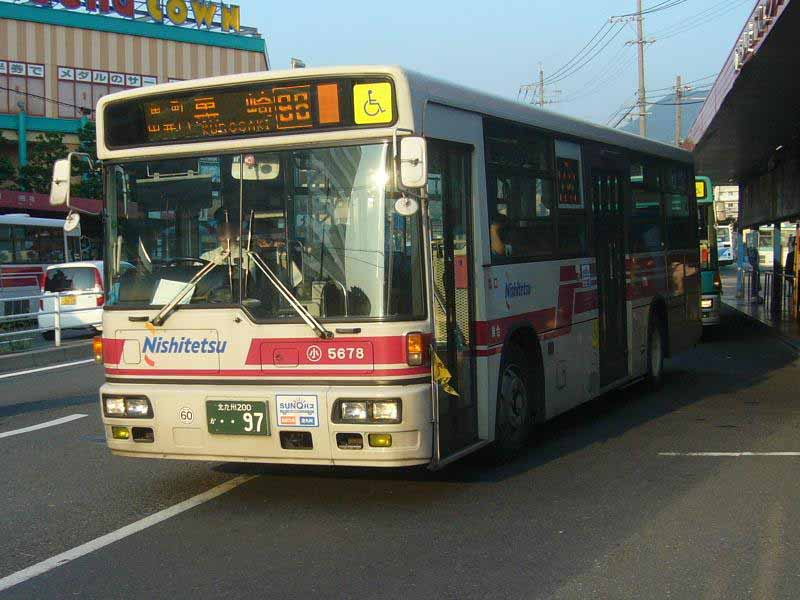
砂津バスセンターを出発する路線バス

西鉄砂津バスセンター（にしてつ すなつバスセンター）は、福岡県北九州市小倉北区砂津に設けられたバスターミナル。停留所名は砂津である。

## 概要

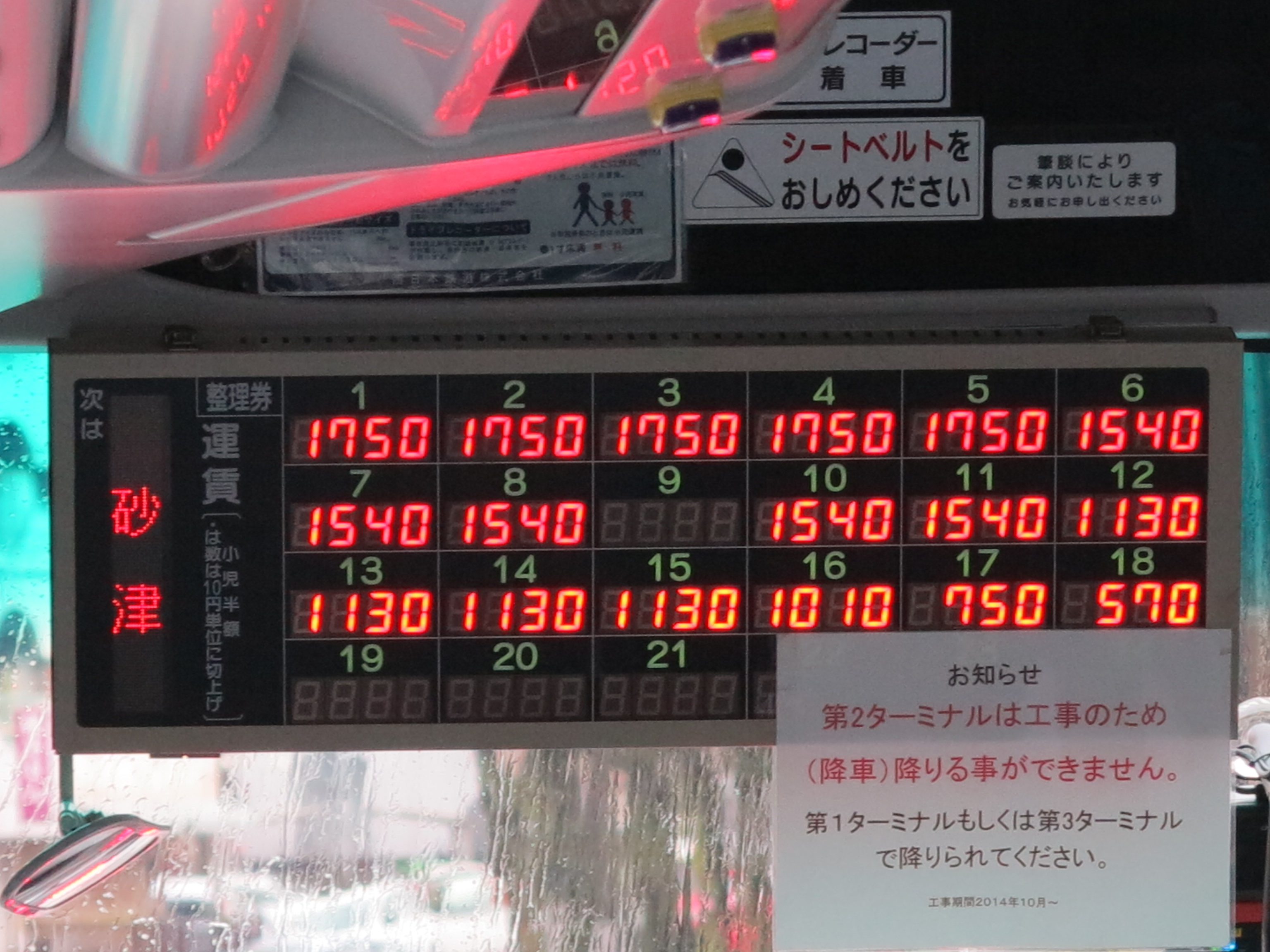
車内案内装置では「砂津」と案内される

国道199号（勝山通り）の両側（南北）に広がるバス停留所が集合した形のバスターミナルとなっている。西日本鉄道子会社の西鉄バス北九州本社・小倉自動車営業所・北九州高速自動車営業所に併設されており、南側の車庫から出場した車両が直接南側（西行き／小倉駅方面）の停留スペースに乗り入れられる構造となっており、始発・終着となる便も多く小倉北区のバスの運行拠点の一つとなっている。
なお、他のバスセンターでは「○○バスセンター」の名称が施設名であると同時に、バス停留所（バス停）の正式名称であることが多いが、「砂津バスセンター」の場合はあくまで施設の名称であり、バス停の正式名称ではない。正式な停留所名は「砂津」であり、これは元々、西鉄北九州線の砂津電停に併設されていた名残りである。
北側には西鉄北九州線砂津車庫跡を再開発した複合商業施設「チャチャタウン小倉」があり、砂津行きの市内路線バスの行先表示や路線案内では「砂津・チャチャタウン前」として案内されている（バス停の正式名称だと誤解する者が多いが、これは便宜上そのように表現しているに過ぎない）。

## 主な発着路線

### 東行き
一般路線
| 方面              | 主な行先           | 行先番号 | 主な経由道路・経由地                         | 備考           |
| ----------------- | ------------------ | -------- | -------------------------------------------- | -------------- |
| 門司方面          | 門司駅前           | 6        | 社ノ木二丁目                                 |                |
| 門司方面          | 門司駅前           | 49       | 藤松公団前・門司大翔館高校・桃山町           |                |
| 門司方面          | 門司駅前           | 77       | 原町                                         |                |
| 門司方面          | 東本町二丁目       | 70       | 原町・門司駅前・レトロ桟橋通                 |                |
| 門司方面          | 東本町二丁目       | 72       | 原町・門司駅前・門司港駅・レトロ桟橋通       |                |
| 門司方面          | 門司港駅           | 72       | 原町・門司駅前                               |                |
| 門司方面          | 田野浦             | 70       | 原町・門司駅前・レトロ桟橋通・海岸           |                |
| 門司方面          | 田野浦             | 72       | 原町・門司駅前・門司港駅・レトロ桟橋通・海岸 |                |
| 門司方面          | 田野浦             | 75       | 原町・門司駅前・レトロ桟橋通・山手           |                |
| 門司方面          | 田野浦             | 95       | 社ノ木二丁目・門司駅前・レトロ桟橋通・山手   |                |
| 門司方面          | 田野浦             | 170      | 神幸町・レトロ桟橋通・海岸                   | 都市高速経由   |
| 門司方面          | 田野浦             | 175      | 神幸町・谷町・大久保越                       | 都市高速経由   |
| 門司方面          | 和布刈             | 74       | 原町・門司駅前・門司港駅・レトロ桟橋通       |                |
| 門司方面          | 淡島神社前         | 63       | 原町・門司駅前                               |                |
| 門司方面          | 淡島神社前         | 83       | 社ノ木二丁目・門司駅前・中二十町             |                |
| 霧丘・ 大谷池方面 | 大谷池             | 92       | 神幸町                                       |                |
| 霧丘・ 大谷池方面 | 霧丘三丁目         | 27 28    | 明和町・黒原                                 |                |
| 霧丘・ 大谷池方面 | 霧丘三丁目         | 93       | 神幸町・広寿山                               |                |
| 霧丘・ 大谷池方面 | 湯川新町三丁目     | 27       | 明和町・黒原・霧丘三丁目                     |                |
| 霧丘・ 大谷池方面 | 湯川新町三丁目     | 93       | 神幸町・広寿山・霧丘三丁目                   |                |
| 霧丘・ 大谷池方面 | サンリブシティ小倉 | 93       | 神幸町・広寿山・霧丘三丁目                   |                |
| 霧丘・ 大谷池方面 | 舞ヶ丘団地         | 27       | 明和町・黒原・霧丘三丁目・湯川新町三丁目     |                |
| 霧丘・ 大谷池方面 | サンアクアTOTO     | 28       | 明和町・黒原・霧丘三丁目・湯川新町三丁目     | 平日朝一便のみ |
| 恒見方面          | 恒見営業所         | 急行     | 神幸町・寺内・畑                             | 都市高速経由   |

### 西行き
一般路線
行先番号が[太字]の路線は小倉駅バスセンター（コレット前の高速バス乗り場「小倉駅前」を含む）を、その他は勝山通りの「小倉駅入口」バス停を経由する。（※99番除く）
| 方面                     | 主な行先                    | 行先番号       | 主な経由道路・経由地                                                 | 備考                                                                             |
| ------------------------ | --------------------------- | -------------- | -------------------------------------------------------------------- | -------------------------------------------------------------------------------- |
| 到津方面                 | 西鉄黒崎バスセンター 折尾駅 | 1              | 魚町・金田二丁目・下到津・七条・中央町                               |                                                                                  |
| 到津方面                 | 西鉄黒崎バスセンター        | 特快1          | 魚町・金田二丁目・下到津・七条・中央町                               |                                                                                  |
| 到津方面                 | 鞘ヶ谷方面                  | 7              | 魚町・金田二丁目・下到津・七条                                       | 一部の便は三六町で行先番号92番に変更                                             |
| 到津方面                 | 鞘ヶ谷方面                  | 7M             | 魚町・金田二丁目・下到津・七条・美術館                               |                                                                                  |
| 到津方面                 | 西鉄黒崎バスセンター        | [22]           | 三萩野・歯大前・七条・中央町                                         |                                                                                  |
| 到津方面                 | ジアウトレット北九州        | [23]           | 三萩野・歯大前・七条・中央町・いのちのたび博物館                     |                                                                                  |
| 到津方面                 | 北九州パレス前              | [26]           | 三萩野・歯大前                                                       |                                                                                  |
| 戸畑方面                 | 戸畑駅                      | [25]・[特快25] | 三萩野・南小倉駅前・一枝・浅生通り                                   |                                                                                  |
| 戸畑方面                 | 戸畑駅                      | 83             | 魚町・金田二丁目・一枝・浅生通り                                     |                                                                                  |
| 戸畑方面                 | 戸畑駅                      | 92 93          | 魚町・中原・浅生通り                                                 | 魚町で行先番号5番に変更                                                          |
| 戸畑方面                 | 戸畑駅 製鉄飛幡門           | [27]           | 北九州市役所・ソレイユホール・南小倉駅前・一枝                       |                                                                                  |
| 戸畑方面                 | 戸畑駅 製鉄飛幡門           | [28]           | 北九州市役所・金田・南小倉駅前・一枝                                 |                                                                                  |
| 戸畑方面                 | 製鉄飛幡門                  | 93             | 魚町・中原・幸町                                                     |                                                                                  |
| 戸畑方面                 | 鞘ヶ谷方面                  | 92             | 魚町・中原・三六町・天籟寺                                           | 三六町で行先番号7番に変更                                                        |
| 戸畑方面                 | 戸畑渡場                    | 70             | 魚町・中井口・幸町                                                   |                                                                                  |
| 戸畑方面                 | 西鉄黒崎バスセンター        | 91             | 魚町・中井口・幸町・枝光・中央町・八幡駅入口第一・祇園三丁目         |                                                                                  |
| 若松方面                 | 若松駅前                    | 71             | 魚町・中井口・幸町・大橋通り                                         |                                                                                  |
| 西港方面                 | 中央卸売市場                | 99             | 小倉駅新幹線口・国道199号                                            | 小倉駅方面の便では唯一「小倉駅バスセンター」「小倉駅入口」ともに非停車           |
| 八幡西区方面             | 筑鉄香月                    | 150            | 魚町・ソレイユホール・大手町・引野口・沖田・大平                     | 日祝日運休・都市高速経由                                                         |
| 八幡西区方面             | 竹末                        | 197            | 魚町・ソレイユホール・大手町・祇園三丁目・八幡西郵便局前・萩原橋     | 土日祝日運休・都市高速経由                                                       |
| 八幡西区方面             | 星ヶ丘五丁目                | [快速]         | 三萩野・貴船町・引野口・下上津役・馬場山                             | 「小倉駅前（高速バスのりば・バスセンター向かいコレット前）」に停車・都市高速経由 |
| 小倉北区・西部方面       | 小倉駅バスセンター          | [急行]         | ノンストップ                                                         |                                                                                  |
| 小倉北区・西部方面       | 小倉北区役所前              | 95             | 魚町                                                                 | 平日朝一便のみ西小倉駅（構内）経由                                               |
| 小倉北区・西部方面       | 青葉車庫                    | 77 170 175     | 魚町                                                                 |                                                                                  |
| 小倉北区・西部方面       | 大門                        | 170 175        | 魚町                                                                 |                                                                                  |
| 小倉北区・西部方面       | 大手町                      | 170            | 魚町・ソレイユホール                                                 |                                                                                  |
| 小倉北区・南部方面       | 恵里                        | [21]           | 三萩野・今町                                                         |                                                                                  |
| 小倉北区・南部方面       | 愛の家車庫                  | 49             | 平和通・三萩野・木町                                                 |                                                                                  |
| 小倉南区・志井・中谷方面 | 小倉南区役所方面            | [12]           | 三萩野・若園                                                         |                                                                                  |
| 小倉南区・志井・中谷方面 | 国立小倉医療センター        | [12]           | 三萩野・若園                                                         | 土日祝日運休                                                                     |
| 小倉南区・志井・中谷方面 | 守恒                        | [21]           | 三萩野・今町・恵里                                                   |                                                                                  |
| 小倉南区・志井・中谷方面 | 志徳団地北                  | [34]           | 三萩野・北方小学校前・守恒・山手一丁目                               |                                                                                  |
| 小倉南区・志井・中谷方面 | 志井車庫                    | [34]           | 三萩野・北方小学校前・守恒・山手一丁目・北九州高専前                 |                                                                                  |
| 小倉南区・志井・中谷方面 | 志井車庫                    | [36]           | 魚町・ソレイユホール・三萩野・北方駅・守恒・山手一丁目・北九州高専前 |                                                                                  |
| 小倉南区・志井・中谷方面 | 中谷                        | 6              | 平和通・三萩野・北方小学校前・守恒・徳力団地南                       |                                                                                  |
| 小倉南区・志井・中谷方面 | 中谷                        | [12]           | 三萩野・若園・守恒・守恒駅・岩鼻                                     |                                                                                  |
| 小倉南区・志井・中谷方面 | 中谷                        | [21]           | 三萩野・今町・恵里・南方三丁目                                       |                                                                                  |
| 小倉南区・志井・中谷方面 | 中谷                        | [34]           | 三萩野・北方小学校前・守恒・山手一丁目・北九州高専前・新道寺         |                                                                                  |
| 小倉南区・志井・中谷方面 | 中谷                        | [45]           | 魚町・ソレイユホール・木町・恵里・岩鼻                               | 土日祝のみ                                                                       |
| 小倉南区・志井・中谷方面 | 中谷                        | [45]           | 魚町・ソレイユホール・木町・恵里・南方三丁目                         | 土日祝のみ                                                                       |
| 小倉南区・志井・中谷方面 | 中谷                        | 49             | 平和通・三萩野・木町・恵里・南方三丁目                               |                                                                                  |
| 恒見・下曽根方面         | 恒見営業所                  | [10]           | 三萩野・湯川・葛原・寺迫口・吉田団地                                 |                                                                                  |
| 恒見・下曽根方面         | 恒見営業所                  | [特快10]       | 三萩野・湯川・葛原・寺迫口・沼団地口                                 |                                                                                  |
| 恒見・下曽根方面         | 下吉田団地第一              | [14]           | 三萩野・湯川・葛原・寺迫口・沼団地口                                 |                                                                                  |
| 恒見・下曽根方面         | 四季彩の丘第5               | [15]           | 三萩野・湯川・葛原・寺迫口・沼団地口                                 |                                                                                  |
| 恒見・下曽根方面         | 下曽根駅南口                | [38]           | 三萩野・北方・農事センター・長野                                     |                                                                                  |
| 恒見・下曽根方面         | 弥生が丘営業所              | [38-1]         | 三萩野・北方・農事センター・長野・貫小学校                           |                                                                                  |
| 恒見・下曽根方面         | 弥生が丘営業所              | [138]          | 魚町・ソレイユホール・企救中学校・田原新町                           | 都市高速経由                                                                     |
| 恒見・下曽根方面         | 弥生が丘営業所              | [138]          | 魚町・ソレイユホール・企救中学校・田原新町・貫弥生が丘三丁目         | 都市高速経由                                                                     |
| 恒見・下曽根方面         | 恒見営業所                  | [110]          | 魚町・ソレイユホール・企救中学校・吉田団地                           | 都市高速経由                                                                     |
| 恒見・下曽根方面         | 昭和池入口                  | [急行]         | 魚町・ソレイユホール・企救中学校・小倉東高                           | 都市高速経由                                                                     |

#### 高速バス
砂津始発の九州内路線、および福岡市内（西鉄天神高速バスターミナル）発着の本州方面の夜行路線が停車する。
- 九州内路線
  - 福岡天神行き「なかたに号・ひきの号・いとうづ号」（西日本鉄道）
  - 長崎行き「出島号」（長崎県交通局）
  - 北九州空港行き「北九州空港エアポートバス」（西鉄バス北九州）

- 本州方面路線
  - 名古屋行き「どんたく号」（西日本鉄道・名鉄バス）
  - 米子・鳥取行き「大山号」（日本交通・日ノ丸自動車）
  - 倉敷・岡山行き「ペガサス号」（西日本鉄道・両備ホールディングス・下津井電鉄）
  - 東京新宿行き「はかた号」（西日本鉄道）

## 施設設備

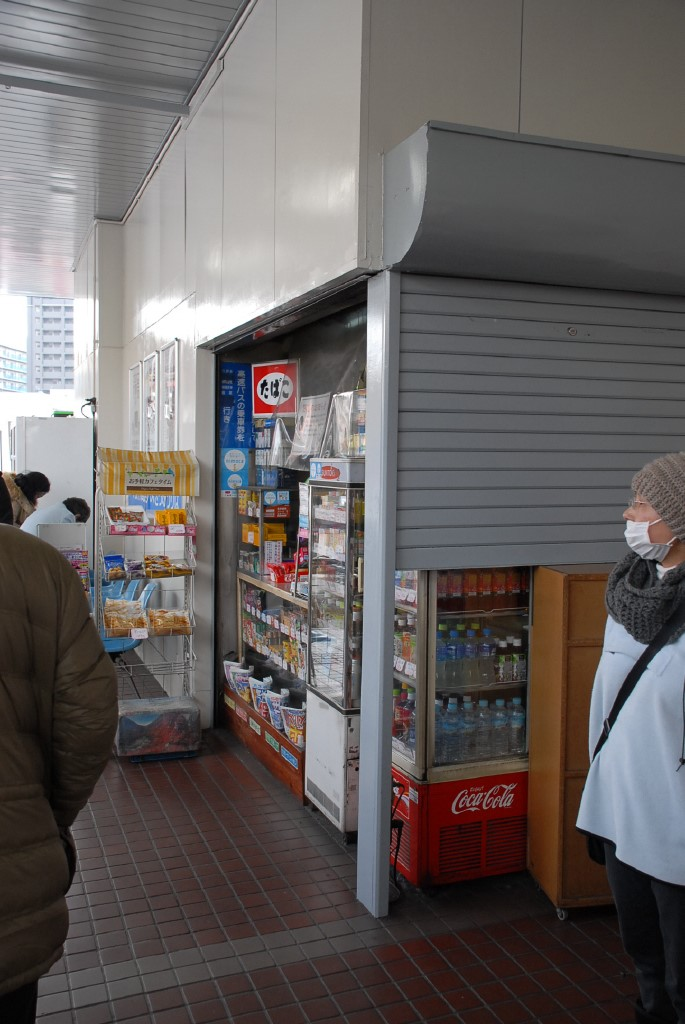
砂津バスセンター売店（閉店済）

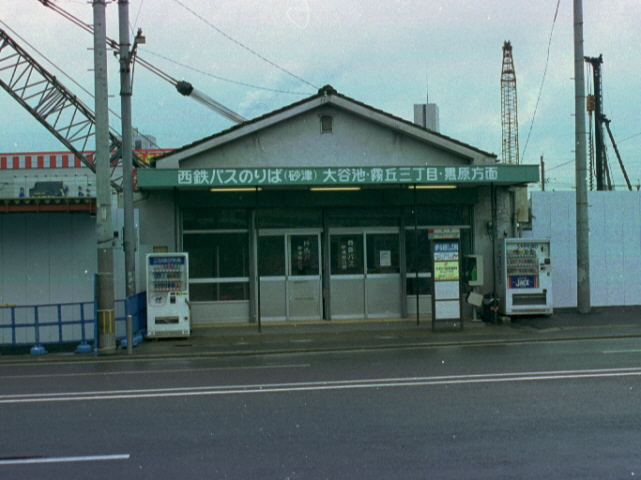
砂津バスセンター　東行きのりば（過去の写真）

停留所は国道199号沿いにあり、道路北側に東行きの乗り場が、南側に西行きの乗り場が設置される。西行きの乗り場は小倉営業所の敷地北側に併設され、待合室・飲料自動販売機・・公衆電話・トイレを設置している。東行きの乗り場はチャチャタウン前にあり、屋根とベンチが設置される。